# 斎藤次郎 (実業家)
斎藤 次郎（さいとう じろう、1901年1月23日 - 1971年6月13日）は、日本の経営者。住友セメント社長を務めた。

## 経歴
東京都出身。1927年に東北帝国大学法文学部を卒業し、同年に磐城セメントに入社。
1939年6月に取締役に就任し、同年12月に常務を経て、1948年4月には社長に就任。
1967年3月に藍綬褒章を受章。
1971年6月13日、急性肺炎と心不全のために死去。70歳没。